# علی بن وهسودان
علی بن وهسودان یا به‌گفتهٔ مادلونگ، علی دیلمی (Ali of Deylam) شاهزاده جستانی بود که از خلافت عباسی طرفداری می‌کرد. محمد بن زکریای رازی، یکی از کتاب‌های خود را به نامِ این شاهزاده جستانی تألیف کرده‌است.

## زندگی‌نامه
درطی سه قرن اولیه اسلامی، دیالمه به مقاومت در برابر اعراب ادامه دادند. اما علی بن وهسودان، شاهزاده‌ای بود که برخلاف پدران و اطرافیانش دست دوستی با خلیفه داده‌بود و ازسوی خلیفه وقت، مدتی به ولایت اصفهان منسوب شد؛ اما درپی واقعه‌ای خلع شد و به دیلم بازگشت. علی، رهبری هوادارن خلیفه در دیلم را برعهده داشت. خلیفه این بار او را مأمور جمع‌آوری مالیات در ری و قزوین و زنجان و ابهر و دماوند کرد. علی، برادرِ جستان سوم (مقتدرترین پادشاه جستانی تاریخ) بود؛ علی در حالی از خلافت حمایت می‌کرد که برادرش جستان، بزرگترین حامی داعیان علوی بود. به عبارت دیگر، این دو برادر از نظر ایدئولوژیک کاملاً درمقابل با یکدیگر قرار داشتند تا اینکه سرانجام علی جستان را به قتل رساند. سرانجام محمد بن مسافر، دامادِ جستان که ازسویی داییِ علی نیز محسوب می‌شد (توضیح اینکه علی و جستان از پدر یکی، ولی از مادر جدا بودند) به خونخواهی جستان، و بخاطر حمایت علی از دستگاه خلافت، علی را در قزوین، در رختخوابش کُشت.
با مرگ علی، برادرِ دیگر علی و سپس برادرزاده‌اش به جنگ محمد رفتند تا انتقام علی را بگیرند؛ این آغازی بر جنگ‌های ۹ساله محمد بن مسافر با جستانیان بود که در پایان آن، جستانیان شکست خوردند و محمد بر عمده مناطق دیلم مسلط شد و سلسلهٔ سلاریان را بنیان گذاشت.

## میراث و یادبودها
محمد بن زکریای رازی، یکی از کتاب‌های خود در زمینهٔ پزشکی (طب) را به نامِ این شاهزاده جستانی تألیف کرده‌است.